# Візас (завод)
Вітебський завод заточувальних верстатів "Візас" — підприємство, що засноване 1944 року в Вітебську на базі Клинського чавуноливарного заводу (Московська область), який у 1941 році було евакуйовано у м. Бєлорєцьк (Башкирія), а в грудні 1944 року перевезено до Вітебська. З березня 1945 — завод заточувальних верстатів, у 1966–70 рр. реконструйований для виготовлення заточувальних верстатів високої та особливо високої точності з автоматичним і напівавтоматичним циклом роботи. З березня 1992 — орендне підприємство «Візас».
Вітебський завод заточувальних верстатів був єдиний в СНД створював заточувальні верстати та інструменти до них. Випускає спеціалізовані верстати-напівавтомати з цифровим програмним управлінням системи управління німецької фірми "Сіменс". На замовлення Мінського підшипникового заводу відкрита лінія верстатів для виготовлення пристроїв для автомобілів, що забезпечує ремонтні потреби в Білорусі. Основна продукція підприємства: верстати заточувальні для металорізального інструменту, металорізальні, для обробки оптики окулярів, деревообробні.
Експорт продукції здійснюється в Росію: Ульянівський автомобільний завод, Санкт-Петербурзький механічний завод, московські заводи "Салют" та імені Хрунічева, Серпуховський і Томський інструментальні заводи.